# Şommān
Şommān (persiska: صمّان) är en ort i Iran.   Den ligger i provinsen Khorasan, i den nordöstra delen av landet, 600 km öster om huvudstaden Teheran. Şommān ligger 1 296 meter över havet och antalet invånare är 288.
Terrängen runt Şommān är kuperad västerut, men österut är den platt. Runt Şommān är det ganska tätbefolkat, med 56 invånare per kvadratkilometer. Närmaste större samhälle är Jambarjūq, 19,0 km nordväst om Şommān. Trakten runt Şommān består i huvudsak av gräsmarker.